# Ryder Cup 1991
Navigation
1989 1993
La Ryder Cup 1991, vingt-neuvième édition de la Ryder Cup, a lieu du 27 au 29 septembre 1991, au Kiawah Island Golf Resort (en), Kiawah Island au sud-ouest de Charleston en Caroline du Sud.
L'équipe américaine s'impose sur le score de 14½ à 13½. Sur le dernier match du dernier trou, l'européen Bernhard Langer rate un put de 1,80 mètre qui lui aurait permit de remporter son match et d'égaliser les équipes à 14 - 14, et ainsi permettre à l'Europe de conserver la Coupe acquise lors de la précédente édition.
C'est la première victoire des américains, depuis la Ryder Cup de 1983, après les défaites consécutives contre l'Europe en 1985 et 1987 et un match nul en 1989.
Cette Ryder Cup, post-guerre du Golfe, se démarque surtout par le comportement malheureux des spectateurs américains, franchissant la ligne du patriotisme au chauvinisme. En effet, en raison de la concurrence féroce, de l’esprit de jeu et de l’exubérance générale de l’équipe américaine et de ses supporters, ces matchs de la Ryder Cup sont connus sous le nom de "War By the Shore" (Guerre sur le rivage),,.

## Organisation

### Parcours
La compétition se déroule au Kiawah Island Golf Resort (en), situé à Kiawah Island en Caroline du Sud aux États-Unis pour une longueur de 7 303 yards (6 678 mètres) en 72 coups.
| Aller | Aller | Aller                     | Retour | Retour | Retour                    |
| N°    | Par   | Distance (yards / mètres) | N°     | Par    | Distance (yards / mètres) |
| ----- | ----- | ------------------------- | ------ | ------ | ------------------------- |
| 1     | 4     | 381 / 349                 | 10     | 4      | 406 / 371                 |
| 2     | 5     | 531 / 486                 | 11     | 5      | 576 / 527                 |
| 3     | 4     | 370 / 338                 | 12     | 4      | 466 / 426                 |
| 4     | 4     | 453 / 414                 | 13     | 4      | 404 / 369                 |
| 5     | 3     | 185 / 169                 | 14     | 3      | 219 / 200                 |
| 6     | 4     | 455 / 416                 | 15     | 4      | 468 / 428                 |
| 7     | 5     | 537 / 491                 | 16     | 5      | 579 / 530                 |
| 8     | 3     | 175 / 160                 | 17     | 3      | 197 / 180                 |
| 9     | 4     | 463 / 423                 | 18     | 4      | 438 / 401                 |
| Aller | 36    | 3 550 / 3 246             | Retour | 36     | 3 753 / 3 432             |

## Équipes
Comme lors des éditions précédentes, dix joueurs américains sont sélectionnés à partir des dix premiers joueurs au classement des points. Les deux derniers qualifiés Chip Beck (en) et Raymond Floyd sont les deux choix du capitaine Dave Stockton (en).
Le processus de sélection de l’équipe européenne est le même depuis la Ryder Cup 1985. Neuf joueurs sont selectionnés à partir de la liste des gains de l’European Tour 1991 juste après l’Open d’Allemagne du 25 août 1991 et les trois autres membres de l’équipe étant choisis immédiatement après par le capitaine de l’équipe, Bernard Gallacher. Gallacher avait annoncé avant le début du tournoi allemand, qu’il choisirait Nick Faldo comme l’un de ses choix. Il a également annoncé qu’il sélectionnerait José Maria Olazábal, quelques soit son classement final à l'issue du tournoi allemand et Mark James comme troisième choix de préférence à Eamonn Darcy (en).
| États-Unis         | États-Unis                          | Europe                 | Europe                              |
| ------------------ | ----------------------------------- | ---------------------- | ----------------------------------- |
|                    |                                     |                        |                                     |
| Capitaines         |                                     |                        |                                     |
| Dave Stockton (en) | Dave Stockton (en)                  | B.Gallacher            | B.Gallacher                         |
| Joueur             | Note                                | Joueur                 | Note                                |
| Paul Azinger       | 2e participation                    | Severiano Ballesteros  | 6e participation                    |
| Chip Beck (en)     | Choix du capitaine 2e participation | Paul Broadhurst (en)   | débutant                            |
| Mark Calcavecchia  | 3e participation                    | Nick Faldo             | Choix du capitaine 8e participation |
| Fred Couples       | 2e participation                    | David Feherty (en)     | débutant                            |
| Raymond Floyd      | Choix du capitaine 7e participation | David Gilford          | débutant                            |
| Hale Irwin         | 4e participation                    | Mark James             | Choix du capitaine 5e participation |
| Wayne Levi (en)    | débutant                            | Bernhard Langer        | 6e participation                    |
| Mark O'Meara       | 3e participation                    | Colin Montgomerie      | débutant                            |
| Steve Pate (en)    | débutant                            | José Maria Olazábal    | Choix du capitaine 3e participation |
| Corey Pavin        | débutant                            | Steven Richardson (en) | débutant                            |
| Payne Stewart      | 3e participation                    | Sam Torrance           | 6e participation                    |
| Lanny Wadkins (en) | 7e participation                    | Ian Woosnam            | 5e participation                    |

## Compétition
La Ryder Cup est une compétition de match-play par équipes. Chaque match rapportant 1 point. Le format de cette édition, est la suivante :
- Première journée (vendredi) : 4 matchs en foursomes et 4 matchs en fourballs
- Deuxième journée (samedi) : 4 matchs en foursomes et 4 matchs en fourballs
- Troisième journée (dimanche) : 12 matchs individuels

Foursomes : Dans ce format, par équipe de deux joueurs, les deux golfeurs d'une équipe jouent la même balle à tour de rôle. L’un des joueurs commence les départs pairs et l’autre les impairs. Si l'équipe européenne et l'équipe américaine sont à égalité, les deux équipes partagent le trou.

Fourballs : Dans ce format, par équipe de deux joueurs, tous les golfeurs jouent leurs balles et le golfeur qui réalise le meilleur score du trou donne un point à son équipe. Si le meilleur joueur européen et le meilleur joueur américain sont à égalité, les deux équipes partagent le trou.
Avec un total de 28 points, 14½ points sont nécessaires pour remporter la Coupe, tandis que 14 points suffisent pour que le champion en titre conserve la Coupe.

### Première journée
Vendredi 27 septembre 1991 - Matin
| États-Unis                      | Résultats           | Europe                                    |
| ------------------------------- | ------------------- | ----------------------------------------- |
| Paul Azinger Chip Beck (en)     | Europe : 2 et 1     | Severiano Ballesteros José Maria Olazábal |
| Fred Couples Raymond Floyd      | États-Unis : 2 et 1 | Bernhard Langer Mark James                |
| Lanny Wadkins (en) Hale Irwin   | États-Unis : 4 et 2 | David Gilford Colin Montgomerie           |
| Payne Stewart Mark Calcavecchia | États-Unis : 1 up   | Nick Faldo Ian Woosnam                    |
| 3                               | Session             | 1                                         |
| 3                               | Au général          | 1                                         |

Vendredi 27 septembre 1991 - Après-midi
| États-Unis                      | Résultats           | Europe                                    |
| ------------------------------- | ------------------- | ----------------------------------------- |
| Lanny Wadkins (en) Mark O'Meara | Égalité             | Sam Torrance David Feherty (en)           |
| Paul Azinger Chip Beck (en)     | Europe : 2 et 1     | Severiano Ballesteros José Maria Olazábal |
| Corey Pavin Mark Calcavecchia   | Europe : 5 et 4     | Steven Richardson (en) Mark James         |
| Fred Couples Raymond Floyd      | États-Unis : 5 et 3 | Nick Faldo Ian Woosnam                    |
| 1½                              | Session             | 2½                                        |
| 4½                              | Au général          | 3½                                        |

### Deuxième journée
Samedi 28 septembre 1991 - Matin
| États-Unis                      | Résultats           | Europe                                    |
| ------------------------------- | ------------------- | ----------------------------------------- |
| Lanny Wadkins (en) Hale Irwin   | États-Unis : 4 et 2 | David Feherty (en) S.Torrance             |
| Payne Stewart Mark Calcavecchia | États-Unis : 1 up   | Mark James S.Richardson (en)              |
| Paul Azinger Mark O'Meara       | États-Unis : 7 et 6 | Nick Faldo David Gilford                  |
| Fred Couples Raymond Floyd      | Europe : 3 et 2     | Severiano Ballesteros José Maria Olazábal |
| 3                               | Session             | 1                                         |
| 7½                              | Au général          | 4½                                        |

Samedi 28 septembre 1991 - Après-midi
| États-Unis                         | Résultats       | Europe                                    |
| ---------------------------------- | --------------- | ----------------------------------------- |
| Paul Azinger H.Irwin               | Europe : 2 et 1 | Ian Woosnam Paul Broadhurst (en)          |
| Corey Pavin S.Pate (en)            | Europe : 2 et 1 | Bernhard Langer Colin Montgomerie         |
| Lanny Wadkins (en) Wayne Levi (en) | Europe : 3 et 1 | Mark James Steven Richardson (en)         |
| Payne Stewart Fred Couples         | Égalité         | Severiano Ballesteros José Maria Olazábal |
| ½                                  | Session         | 3½                                        |
| 8                                  | Au général      | 8                                         |

### Troisième journée
Dimanche 29 septembre 1991 - Après-midi
| États-Unis         | Résultats           | Europe                 |
| ------------------ | ------------------- | ---------------------- |
| Raymond Floyd      | Europe : 2 up       | Nick Faldo             |
| Payne Stewart      | Europe : 2 et 1     | David Feherty (en)     |
| Mark Calcavecchia  | Égalité             | Colin Montgomerie      |
| Paul Azinger       | États-Unis : 2 up   | José Maria Olazábal    |
| Corey Pavin        | États-Unis : 2 et 1 | Steven Richardson (en) |
| Wayne Levi (en)    | Europe : 3 et 2     | Severiano Ballesteros  |
| Chip Beck (en)     | États-Unis : 3 et 1 | Ian Woosnam            |
| Mark O'Meara       | Europe : 3 et 1     | Paul Broadhurst (en)   |
| Fred Couples       | États-Unis : 3 et 2 | Sam Torrance           |
| Lanny Wadkins (en) | États-Unis : 3 et 2 | Mark James             |
| Hale Irwin         | Égalité             | Bernhard Langer        |
| Steve Pate (en)    | Égalité             | David Gilford          |
| 6½                 | Session             | 5½                     |
| 14½                | Au général          | 13½                    |

## Statistiques des joueurs
| États-Unis         | États-Unis               | États-Unis       | États-Unis    | États-Unis       | Europe                 | Europe                      | Europe           | Europe        | Europe           |
| Joueur             | Nombre d'éditions        | Avant 1991 V-D-N | En 1991 V-D-N | Après 1991 V-D-N | Joueur                 | Nombre d'éditions           | Avant 1991 V-D-N | En 1991 V-D-N | Après 1991 V-D-N |
| ------------------ | ------------------------ | ---------------- | ------------- | ---------------- | ---------------------- | --------------------------- | ---------------- | ------------- | ---------------- |
| Paul Azinger       | 2 1989-91                | 2-2-0            | 2-3-0         | 4-5-0            | Severiano Ballesteros  | 6 1979-83-85-87-89 91       | 13-8-4           | 4-0-1         | 17-8-5           |
| Chip Beck (en)     | 2 1989-91                | 3-1-0            | 1-2-0         | 4-3-0            | Paul Broadhurst (en)   | 1 1991                      | Aucun            | 2-1-0         | 2-1-0            |
| Mark Calcavecchia  | 3 1987-89-91             | 3-4-0            | 2-1-1         | 5-5-1            | Nick Faldo             | 8 1977-79-81-83-85 87-89-91 | 16-9-2           | 1-2-0         | 17-11-2          |
| Fred Couples       | 2 1989-91                | 0-2-0            | 3-1-1         | 3-3-1            | David Feherty (en)     | 1 1991                      | Aucun            | 1-1-1         | 1-1-1            |
| Raymond Floyd      | 7 1969-75-77-81-83 85-91 | 7-13-0           | 2-2-0         | 9-15-0           | David Gilford          | 1 1991                      | Aucun            | 0-2-1         | 0-2-1            |
| Hale Irwin         | 5 1975-77-79-81-91       | 10-4-1           | 2-1-1         | 12-5-2           | Mark James             | 5 1977-79-81-89-91          | 5-8-1            | 2-3-0         | 7-11-1           |
| Wayne Levi (en)    | 1 1991                   | Aucun            | 0-2-0         | 0-2-0            | Bernhard Langer        | 6 1981-83-85-87-89 91       | 10-5-1           | 1-1-1         | 11-6-2           |
| Mark O'Meara       | 3 1985-89-91             | 1-4-0            | 1-1-1         | 2-5-1            | Colin Montgomerie      | 1 1991                      | Aucun            | 1-1-1         | 1-1-1            |
| Steve Pate (en)    | 1 1991                   | Aucun            | 0-1-1         | 0-1-1            | José Maria Olazábal    | 3 1987-89-91                | 7-2-1            | 3-1-1         | 10-3-2           |
| Corey Pavin        | 1 1991                   | Aucun            | 1-2-0         | 1-2-0            | Steven Richardson (en) | 1 1991                      | Aucun            | 2-2-0         | 2-2-0            |
| Payne Stewart      | 3 1987-89-91             | 3-5-1            | 2-1-1         | 5-6-2            | Sam Torrance           | 6 1981-83-85-87-89 91       | 4-8-1            | 0-2-1         | 4-10-2           |
| Lanny Wadkins (en) | 7 1977-79-83-85-87 89-91 | 15-9-1           | 3-1-1         | 18-10-2          | Ian Woosnam            | 5 1983-85-87-89-91          | 7-7-2            | 1-3-0         | 8-10-2           |

## Controverses

### La blessure de Steve Pate
Peu avant le début de cette édition, quelques membres de la selection américaine sont victimes d'un accident bénins, impliquant trois limousines, mais cela occasionne des soins hospitaliers pour quelques uns, y compris le joueur Steve Pate (en) qui fut touché aux côtes. Le capitaine américain Dave Stockton (en) envisage donc la possibilité de le remplacer. La décision fut prise d'autoriser le joueur à participer à la compétition, bien que son état ne lui permit pas d'être selectionner pendant les trois premières sessions. Sa première apparition durant cette compétition fut lors de la quatrième session en étant aligner lors du match en Fourballs avec son partenaire Corey Pavin, face à la paire européenne Bernhard Langer / Colin Montgomerie, match que les deux américains perdirent sur le score de 2 et 1. Peu avant le départ du premier simples du dimanche, l'équipe américaine annonce que Steve Pate ne serait pas en mesure de jouer son simple, à cause de sa blessure. En raison de cette décision, les États-Unis ont été largement critiqués pour avoir déclaré que Steve Pate ne pouvait pas participer au simple du dimanche en raison d’une blessure, bien qu’il ait joué la veille. De ce fait, le match qu'il devait jouer face à David Gilford fut déclarer en match nul, sans que l'européen puisse y faire quelque chose.